# Diego Gómez (paraguayi labdarúgó, 2003)
Diego Alexander Gómez Amarilla (San Juan Bautista, 2003. március 27. –) paraguayi válogatott labdarúgó, az angol Brighton & Hove Albion középpályása.

## Pályafutása

### Klubcsapatokban
Gómez a paraguayi San Juan Bautista városában született. Az ifjúsági pályafutását a Club Libertad akadémiájánál kezdte.
2022-ben mutatkozott be a Club Libertad első osztályban szereplő felnőtt keretében. 2023. július 19-én 3½ éves szerződést kötött az észak-amerikai első osztályban érdekelt Inter Miami együttesével. Először a 2023. augusztus 3-ai, Orlando City ellen 3–1-re megnyert Leagues Cup mérkőzés 64. percében, Benjamin Cremaschi cseréjeként lépett pályára. 2024. február 21-én megszerezte első gólját a klubban a Real Salt Lake elleni 2-0-ra megnyert bajnoki mérkőzésen.
2024. december 10-én jelentette be az angol Brighton & Hove Albion, hogy 2025. január 1-jén csatlakozik a klubhoz, amely 13 millió eurót fizetett érte.

### A válogatottban
Gómez az U20-as és az U23-as korosztályú válogatottakban képviselte Paraguayt. Tagja volt a 2024-es párizsi olimpiára küldött nemzeti labdarúgó-keretnek, sőt a csapatkapitányi karszalagot is megkapta.
2022-ben debütált a felnőtt válogatottban. Először a 2022. szeptember 1-jei, Mexikó ellen 1–0-ra megnyert mérkőzés 71. percében, Richard Sánchezt váltva lépett pályára.

## Statisztikák

### A válogatottban
| Válogatott | Év       | Pályára lépés | Gól |
| ---------- | -------- | ------------- | --- |
| Paraguay   | 2022     | 2             | 0   |
| Paraguay   | 2023     | 5             | 0   |
| Paraguay   | 2024     | 5             | 1   |
| Paraguay   | 2025     | 1             | 0   |
| Összesen   | Összesen | 13            | 1   |

#### Góljai a válogatottban
| # | Időpont              | Helyszín                                         | Ellenfél | Gólok | Eredmény | Kiírás               |
| - | -------------------- | ------------------------------------------------ | -------- | ----- | -------- | -------------------- |
| 1 | 2024. szeptember 10. | Estadio Defensores del Chaco, Asunción, Paraguay | Brazília | 1–0   | 1–0      | 2026-os VB-selejtező |

## Sikerei, díjai
Club Libertad
- Primera División
  - Bajnok (1): 2022

Inter Miami
- MLS–Alapszakasz
  - Győztes (1): 2024

- US Open Cup
  - Döntős (1): 2023

- Leagues Cup
  - Győztes (1): 2023